# Plage d'Oreti

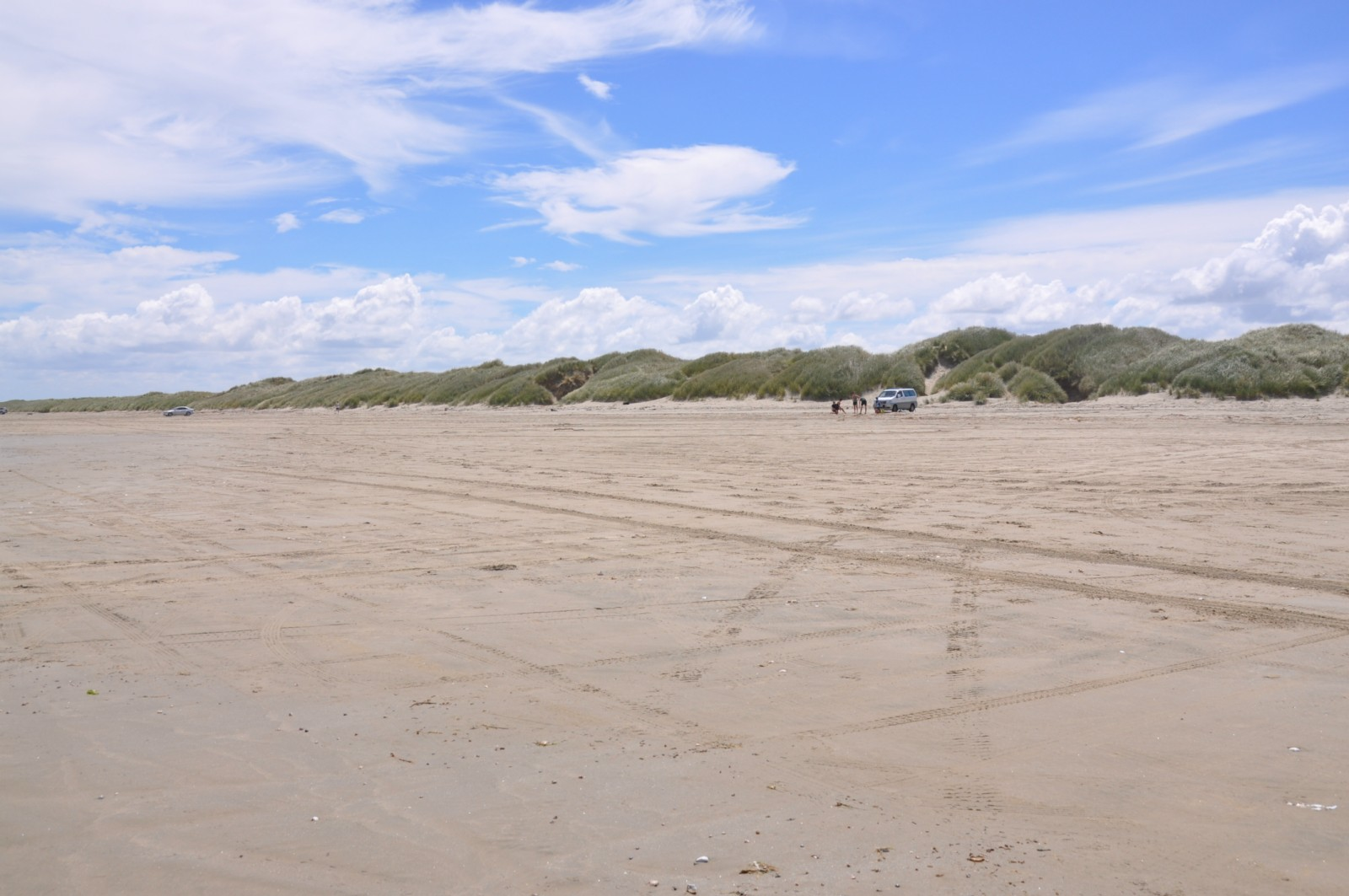
Plage d'Oreti.

Oreti Beach est une des trois baies situées sur la côte du détroit de Foveaux dans le Southland, en Nouvelle-Zélande, les autres étant la baie de Te Waewae et la baie de Toetoes . Longue de vingt-six kilomètres la baie se situe entre la ville de Riverton et la sortie de la rivière Aparima au nord-ouest, et l'estuaire de la rivière Oreti au sud-est.
La ville d'Invercargill est située sur la rivière Waihopai à dix kilomètres à l'est de la baie au point le plus proche.